# Giangiacomo Feltrinelli
Giangiacomo Feltrinelli   (Milà, 19 de juny de 1926 - Segrate, 14 de març de 1972) va ser un influent editor i activista polític italià que va estar actiu durant el període comprès entre la Segona Guerra Mundial i els anys de plom a Itàlia. Va fundar una gran biblioteca de documents principalment sobre la història dels moviments obrers i socialistes internacionals.
Feltrinelli és reconegut internacionalment com un editor influent per la seva decisió de traduir i publicar la novel·la de Borís Pasternak Doctor Givago a Occident després que el manuscrit sortís de contraban fora de la Unió Soviètica a finals dels anys 1950. Va morir violentament en circumstàncies encara no resoltes el 1972.

## Biografia
El 1940, la mare de Feltrinelli, vídua des del 1935, es va casar amb Luigi Barzini, editor del diari Corriere della Sera. Durant la Segona Guerra Mundial, la família va abandonar la Villa Feltrinelli a Gargnano, al nord de Salò, per ser ocupada per Benito Mussolini, i es va traslladar a Monte Argentario.
El jove Feltrinelli es va interessar per primera vegada per les condicions de vida de la classe treballadora durant les discussions amb el personal que treballava a la finca de la seva família. Va convèncer-se que sota el capitalisme la majoria de la gent mai no podria satisfer les seves necessitats i es veia obligada a vendre la seva mà d'obra per una misèria als industrials i terratinents. Durant les últimes etapes de la guerra, Feltrinelli es va enrolar al Grup de Combat Legnano i es va unir al Partit Comunista Italià (PCI), lluitant contra la Wehrmacht alemanya i les restes del règim feixista de Mussolini. A la postguerra, el PCI va tenir un gran suport popular i influència política i després de 1948 es va convertir en la principal oposició.
El testament de Carlo Feltrinelli va fer Giangiacomo hereu de les tres quartes parts dels seus béns, que van romandre sota el seu control quan va arribar als 21 anys l'any 1947. A partir de 1949 Feltrinelli va recollir documents per a la Biblioteca Giangiacomo Feltrinelli de Milà, documentant la història de les idees, en particular aquelles relacionades amb el desenvolupament dels moviments obrers i socialistes internacionals. La Biblioteca esdevingué més endavant la Fundació Giangiacomo Feltrinelli, que posseeix uns 200.000 llibres rars i moderns, àmplies col·leccions de diaris i publicacions periòdiques i més d'un milió de materials de fonts primàries.

### Com a editor
| « | Canviar el món amb els llibres, combatre la injustícia amb els llibres. | » |

Cap a finals de 1954 Feltrinelli va fundar una empresa editorial a Milà, Giangiacomo Feltrinelli Editore. El seu primer llibre publicat va ser l'autobiografia de Jawaharlal Nehru, el primer primer ministre de l'Índia.
A finals de 1956, un periodista italià va mostrar a Feltrinelli el manuscrit del Doctor Givago de l'escriptor rus Borís Pasternak. La biografia de Feltrinelli del seu fill Carlo registra una correspondència entre ell i Pasternak, ja que van resistir amb èxit els intents maldestres del règim soviètic d'aturar la publicació de la novel·la. Doctor Givago es va convertir immediatament en un best-seller internacional. Feltrinelli va vendre els drets de la pel·lícula a Metro-Goldwyn-Mayer per 450.000 dòlars. Produïda el 1965, l'adaptació resultant es va convertir en una de les pel·lícules més taquilleres i aclamades per la crítica de tots els temps.
Feltrinelli Editore va reeixir un altre cop el 1958 quan va publicar un llibre rebutjat per totes les altres editorials italianes: El Gattopardo de Giuseppe Tomasi di Lampedusa. Descrita per alguns com la novel·la més gran del segle xx, El Gattopardo se centra en la noblesa siciliana durant el Risorgimento de mitjans del segle xix, quan la classe mitjana italiana es va aixecar violentament i va formar una Itàlia unida sota Giuseppe Garibaldi i la Casa de Savoia.
Feltrinelli sempre va tenir ganes de promoure l'avantguarda, incloent-hi les obres de l'influent cercle literari Gruppo '63. També va assumir el risc de publicar i distribuir novel·les prohibides per les lleis d'obscenitat italianes, com Tròpic del Càncer de Henry Miller.
El 1960, Feltrinelli es va casar amb la fotògrafa alemanya Inge Schönthal, que va donar a llum un fill anomenat Carlo. Finalment, Inge es va convertir en la cap de facto de Feltrinelli Editore quan Feltrinelli va dedicar-se a l'activitat política clandestina, que ella desaprovava.
Feltrinelli va passar la dècada de 1960 viatjant pel món i establint vincles amb diversos líders radicals del Tercer Món i moviments guerrillers. A la casa cubana del fotògraf Alberto Korda, Feltrinelli va veure i va rebre l'emblemàtica foto de Korda del Che Guevara. Sis mesos després de l'assassinat del Che, Feltrinelli va vendre més de dos milions de cartells amb la imatge. El 1964, Feltrinelli va conèixer el primer ministre cubà Fidel Castro, i el 1967 va anar a Bolívia i es va reunir amb Régis Debray. Feltrinelli va publicar els escrits de personatges com Castro, el Che i Ho Chi Minh, i una sèrie de pamflets sobre les insurreccions i guerres en desenvolupament al sud-est asiàtic i l'Orient Mitjà. També va ser amic íntim del líder estudiantil Rudi Dutschke i va donar suport financer al Front d'Alliberament de Palestina, entre altres causes.
El 1968, Feltrinelli va viatjar a Sardenya per a prendre contacte amb grups d'esquerra i separatistes de l'illa, amb la intenció de fer de Sardenya una república socialista semblant a Cuba i «alliberar-la del colonialisme». El seu intent d'enfortir les forces rebels de Graziano Mesina va ser finalment anul·lat per la intel·ligència militar italiana. Feltrinelli va defensar l'activitat guerrillera a Itàlia en nom de la classe treballadora. El 1970, tement un cop d'estat de dretes, va fundar el Gruppi di Azione Partigiana (GAP). GAP es convertiria en la segona organització militant d'Itàlia que es va formar durant els anys de plom, després de les Brigades Roges. Anticipant els intents d'assassinat de la CIA i del Mossad, Feltrinelli va assumir un nom de guerra «Osvaldo» i va passar a la clandestinitat.

### Mort
El 15 de març de 1972, Feltrinelli va ser trobat mort als peus d'una torre elèctrica a Segrate, prop de Milà, aparentment mort per un artefacte explosiu que ell i altres membres de GAP estaven manipulant. Unes 8.000 persones van assistir al funeral de Feltrinelli. La seva mort, com la del seu pare 37 anys abans, va ser vista com a sospitosa per diversos intel·lectuals, inclosa la periodista d'investigació Camilla Cederna, com un assassinat patrocinat per l'Estat italià. El judici va acabar amb onze condemnes, set absolucions, dues prescripcions i nou amnistiats.